# Adina Pintilie
Adina Pintilie (nascuda el 12 de gener de 1980, amb el nom de naixement Adina-Elena Pintilie) és una directora de cinema i guionista romanesa. El seu primer llargmetratge Nu mă atinge-mă ("No em toquis") va ser guardonat amb l'Ós d'Or al 68è Festival Internacional de Cinema de Berlín així com el Premi GFWW a la millor primera pel·lícula a la Berlinale 2018 i nominada al Premi del Cinema Europeu el mateix any. També va cofundar MANEKINO FILM, una productora independent amb seu a Bucarest.
També acreditada per ser la coproductora, editora i actriu de la seva pel·lícula Nu mă atinge-mă, Adina Pintilie també és coneguda pels seus treballs més curts: "Don't Get Me Wrong" i el seu curtmetratge Oxygen.
Ha estudiat a la Universitat Nacional de Teatre i Cinema Ion Luca Caragiale.

## Filmografia

### Directora
| Curs | Pel·lícula            | Notes |
| ---- | --------------------- | --- |
| 2003 | Ea                    | Curt |
| 2004 | Trenuri nepăzite      | Curt |
| 2004 | Un fel de singurătate | Curt documental |
| 2005 | Nea Pintea... Model   | Curt documental |
| 2006 | Frica domnului G      | Curt |
| 2006 | Casino                | Curt |
| 2007 | Don't Get Me Wrong    | Guanyat: Barcassa d'Or al millor documental Nominada - Premi Gopo al millor documental Nominat: lleopard d'or Nominada - Premi Esperit Lliure                                           |
| 2009 | Balastiera #186       | Curt Nominada – Gran Premi del Jurat |
| 2010 | Oxigen                | Curt documental Nominada - Premi Gopo al millor curtmetratge Nominada - Premi Young Hope Nominada - Premi Ull de Plata Nominada - Premi Tiger al curtmetratge Nominat – Gran Premi Curt |
| 2018 | Nu mă atinge-mă       | Va guanyar - Ós d'Or |

### Actriu
| Curs | Pel·lícula      | Rol   | Notes |
| ---- | --------------- | ----- | ----- |
| 2018 | Nu mă atinge-mă | Adina |       |

### Escriptora
| Curs | Pel·lícula            | Notes           |
| ---- | --------------------- | --------------- |
| 2003 | Ea                    | Curt            |
| 2004 | Trenuri nepăzite      | Curt            |
| 2004 | Un fel de singurătate | Curt documental |
| 2007 | Don't Get Me Wrong    | Documental      |
| 2009 | Balastiera #186       | Curt            |
| 2010 | Oxigen                | Curt documental |
| 2018 | Nu mă atinge-mă       |                 |

### Productora
| Curs | Pel·lícula      | Notes |
| ---- | --------------- | ----- |
| 2009 | Balastiera #186 | Curt  |
| 2018 | Nu mă atinge-mă |       |